# Вулиця Ломоносова (Мелітополь)
Вулиця Ломоносова — вулиця в місті Мелітополь Запорізької області України. Проходить від вулиці Гетьмана Сагайдачного на північ і далі на Запоріжжя. Вулицею проходить автодорога М-18 «Харків — Сімферополь — Алушта — Ялта».

## Історія

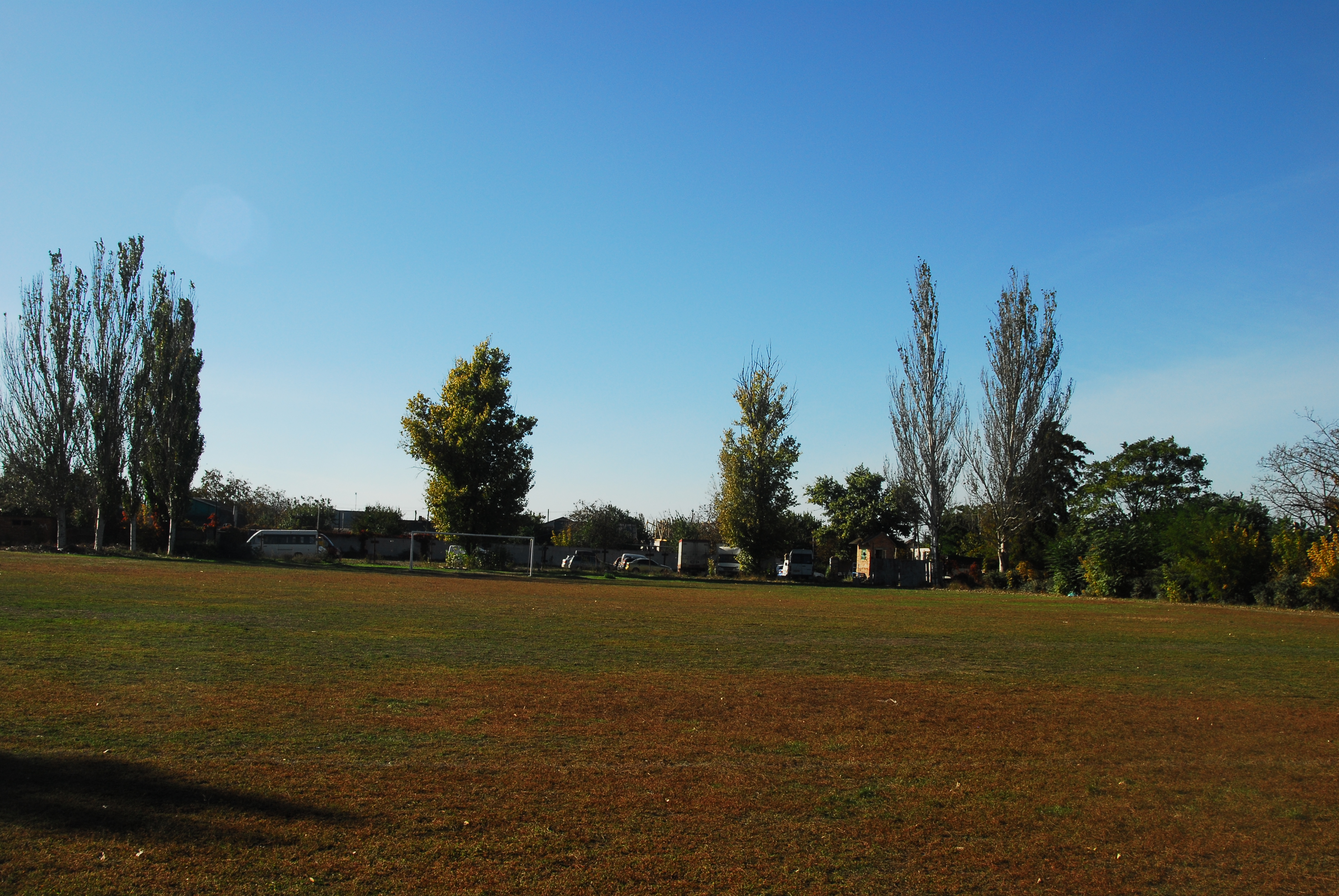
Стадіон «Машинобудівник».

15 січня 1911 року мешканці Пришибської волості Шац Густав Адамович (селище Кронсфельд) і Матіас Фрідріх-Іоган Фрідріхович (селище Гохштедт) отримали посвідчення на будівництво заводу білої будівельної цегли на власній садибі на Великій Кизиярській вулиці (колишня назва вулиці Ломоносова).
1939 року вулиця увійшла до складу Мелітополя, коли село Кизияр включили до міської межі.
З 1940-х років вулиця була названа на честь Йосипа Сталіна.
13 серпня 1954 року виконком затвердив акт приймання одноповерхової будівлі Мелітопольської автостанції на розі вулиць Фрунзе і Сталіна.
1 липня 1960 року ухвалено рішення про відведення земельної ділянки АТП площею 0,90 га для будівництва автовокзалу на вул. Ломоносова, 1.
8 грудня 1961 року, на хвилі десталінізації, вулицю перейменували на честь Михайла Васильовича Ломоносова.

## Об'єкти
- Мелітопольський завод будматеріалів, ВАТ
- Гімназія № 19
- Свято-Троїцький православний храм
- ДЮСШ № 3
- Стадіон «Машинобудівник»
- АТП-12307 (Автотранспортне підприємство № 12307), ЗАТ